# Plectrocnemia ondakeana
Plectrocnemia ondakeana är en nattsländeart som beskrevs av Tsuda 1942. Plectrocnemia ondakeana ingår i släktet Plectrocnemia och familjen fångstnätnattsländor. Inga underarter finns listade i Catalogue of Life.